# 期間 (プロジェクト管理)
期間 (英: duration)は、プロジェクトにおける期間を表す要素であり、作業を開始してから終了した時点までの日程である。
期間を仕事と混同しないこと。仕事は手法によってかかる期間が異なってくる。たとえば、亀が運ぶ手紙がポイントAからポイントBに到着するのに3日かかったとしても、ウサギが運ぶと0.5時間で終わる場合がある。
厳密に言えば、「期間は5日かかる」という言い方は不完全である。以下の事柄の考慮が必要である。
- 期限内に完了が期待される確率（見積もりは不確実な将来についての予測にすぎないため、クリティカルチェーンを参照）
- 使用するリソース（時には、より多くのリソースまたは異なるリソースを使用して物事をスピードアップできる）
- 期間の見積もりになされた仮定
- 見積もりを行った人物
- 見積もりが行われた日付
- リソースが仕事を行うスケジュール
- 等

したがって、改善された言い方は次のようになる。
「私、Marek Kowalczykは、2005年3月27日の時点で、期間要素Xに完全にリソースを投入して、休日を含めて1日8時間作業し、すべての資料が手元にある状況の下で、 5日かかる、と自信をもって見積もった」
メタモデリングも参照。
このような複雑な言い方をするのは扱いにくいように思われるかもしれないが、詳細が不足していると誤解を招くことがよくある。